# 1918 în științifico-fantastic
- 1917 în științifico-fantastic — 1918 în științifico-fantastic — 1919 în științifico-fantastic

1918 în științifico-fantastic a implicat o serie de evenimente:

## Nașteri și decese

### Nașteri
- Eugene Burdick (d. 1965)
- Hans Christoph (d. 1969)
- Theodore Cogswell (d. 1987)
- John Elliot (d. 1997)
- Philip José Farmer (d. 2009)
- H. B. Fyfe (d. 1997)
- Sewer Gansowski (d. 1990)
- Wilhelm Peter Herzog
- D.F. Jones (d. 1981)
- Madeleine L'Engle (d. 2007)
- Douglas R. Mason, Pseudonim: John Rankine (d. 2013)
- Robert C. O'Brien (d. 1973)
- Theodore Sturgeon (d. 1985)
- Ovidiu Șurianu (d. 1977)
- Bryce Walton (d. 1988)

### Decese
- Konrad Alberti (n. 1862)
- Victor Anestin (n. 1875)
- Alfred Bratt (n. 1891)
- Carl Grunert (n. 1865)
- William Hope Hodgson (n. 1877)
- Ernst Lohwag (n. 1847)
- Friedrich Meister (n. 1841)
- Alexander Uhlmann (Pseudonim Alexander Ular; n. 1876)
- Richard Voß (n. 1851)
- Christian Wagner (n. 1835)
- Frank Wedekind (n. 1864)

## Filme
| Titlu                                               | Regizor                      | Distribuție                                                 | Țara                       | Sub-Gen /Note |
| --------------------------------------------------- | ---------------------------- | ----------------------------------------------------------- | -------------------------- | ------------- |
| Alraune                                             | Michael Curtiz, Edmund Fritz | Géza Erdélyi, Gyula Gál                                     | Ungaria                    |               |
| Alraune, die Henkerstochter, genannt die rote Hanne | Eugen Illés, Joseph Klein    | Max Auzinger, Joseph Klein                                  | Germania                   |               |
| Himmelskibet                                        | Holger-Madsen                | Ole Olsen                                                   | Danemarca                  |               |
| The Master Mystery                                  | Burton King                  | Harry Houdini, Ruth Stonehouse, William Pike, Floyd Buckley | Statele Unite ale Americii | Film serial   |
|                                                     |                              |                                                             |                            |               |